# Cseh László (labdarúgó)
Cseh László, beceneve Matyi, (Budapest, 1910. április 4. – Budapest, 1950. január 8.) labdarúgó, csatár. A sportsajtóban Cseh II László-ként szerepelt. Az 1938-as világbajnokságon ezüstérmes lett. Az 1936-37-es szezonban Európa legjobb góllövője (nem hivatalos) lett, 36 góllal.

## Pályafutása

### Klubcsapatban
Pályafutását a III. ker TVE (1926-28: 50 bajnoki / 36 gól) kezdte, majd a BSE (1929-31) csapatában folytatta. A nagy sikereit, kétszeres bajnok és egyszeres magyar kupagyőztes, a(z) Hungária (MTK)(1931-40) színeiben érte el. Ezen idő alatt 184 mérkőzésen 197 gólt szerzett. Kétszer volt gólkirály és 1935-36 szezonban az év játékosa címét is megkapta. Ebben az évben Európa legeredményesebb góllövője lett, 36 góllal.
„Matyi” a magyar labdarúgás kivételes képességű egyénisége volt. A kerek bőrlabdának valóságos művésze volt. Tökéletes technika, nagy játékintelligencia, irányítókészség, szellemes, ötletekben gazdag húzások és „félelmetes” gólerősség jellemezte a játékát. Önfeledten élvezte, hogyan teremt egy-két váratlan mozdulattal meglepő helyzeteket maga körül, hogy kelt zavart az ellenfél soraiban.
Később a Kispest, Szeged és a Gamma csapatában töltött el egy-egy évet.

1946-ban a Kaposvári MTE edzője lett. 1949-ben az Fások SE edzőjének nevezték ki.

### A válogatottban
1932 és 1939 között 34 alkalommal volt válogatott és 15 gólt szerzett. Tagja volt az 1938-as világbajnokságon ezüstérmes magyar válogatottnak, de a világbajnokságon nem lépett pályára.

## Sikerei, díjai
- Magyar bajnokság
  - bajnok: 1935–36, 1936–37
  - 2.: 1932–33
  - 3.: 1931–32, 1934–35, 1937–38, 1938–39
  - gólkirály: 1934–35 (23 gól), 1936–37 (36 gól)
- Magyar kupa
  - győztes: 1932

## Statisztika

### Mérkőzései a válogatottban
| Magyarország | Magyarország         | Magyarország                    | Magyarország  | Magyarország | Magyarország  | Magyarország | Magyarország | Magyarország |
| #            | Dátum                | Helyszín                        | Hazai         | Eredmény     | Vendég        | Kiírás       | Gólok        | Esemény      |
| ------------ | -------------------- | ------------------------------- | ------------- | ------------ | ------------- | ------------ | ------------ | ------------ |
| 1.           | 1932. március 20.    | Prága, Sparta-pálya             | Csehszlovákia | 1 – 3        | Magyarország  | barátságos   | -            |              |
| 2.           | 1932. április 24.    | Bécs, Hohe Warte                | Ausztria      | 8 – 2        | Magyarország  | barátságos   | 2            | 44' 56'      |
| 3.           | 1932. május 8.       | Budapest, Hungária körúti pálya | Magyarország  | 1 – 1        | Olaszország   | Európa-kupa  | -            |              |
| 4.           | 1932. szeptember 18. | Budapest, Üllői úti pálya       | Magyarország  | 2 – 1        | Csehszlovákia | Európa-kupa  | -            |              |
| 5.           | 1932. október 2.     | Budapest, Üllői úti pálya       | Magyarország  | 2 – 3        | Ausztria      | barátságos   | -            |              |
| 6.           | 1932. november 27.   | Milánó, San Siro Stadion        | Olaszország   | 4 – 2        | Magyarország  | barátságos   | -            |              |
| 7.           | 1933. január 29.     | Lisszabon                       | Portugália    | 1 – 0        | Magyarország  | barátságos   | -            |              |
| 8.           | 1933. március 5.     | Amszterdam                      | Hollandia     | 1 – 2        | Magyarország  | barátságos   | -            |              |
| 9.           | 1933. március 19.    | Budapest, Hungária körúti pálya | Magyarország  | 2 – 0        | Csehszlovákia | barátságos   | 1            | 71'          |
| 10.          | 1933. április 30.    | Budapest, Üllői úti pálya       | Magyarország  | 1 – 1        | Ausztria      | barátságos   | -            |              |
| 11.          | 1933. július 2.      | Stockholm                       | Svédország    | 5 – 2        | Magyarország  | barátságos   | -            | 39'          |
| 12.          | 1934. április 29.    | Budapest, Hungária körúti pálya | Magyarország  | 4 – 1        | Bulgária      | vb-selejtező | -            |              |
| 13.          | 1934. október 7.     | Budapest, Hungária körúti pálya | Magyarország  | 3 – 1        | Ausztria      | barátságos   | -            |              |
| 14.          | 1934. december 9.    | Milánó, San Siro Stadion        | Olaszország   | 4 – 2        | Magyarország  | barátságos   | -            |              |
| 15.          | 1934. december 16.   | Dublin, Dalymount Park          | Írország      | 2 – 4        | Magyarország  | barátságos   | -            |              |
| 16.          | 1935. április 14.    | Zürich                          | Svájc         | 6 – 2        | Magyarország  | Európa-kupa  | 2            | 61' 72'      |
| 17.          | 1935. május 19.      | Párizs                          | Franciaország | 2 – 0        | Magyarország  | barátságos   | -            |              |
| 18.          | 1935. november 10.   | Budapest, Üllői úti pálya       | Magyarország  | 6 – 1        | Svájc         | barátságos   | 1            | 21'          |
| 19.          | 1935. november 24.   | Milánó                          | Olaszország   | 2 – 2        | Magyarország  | Európa-kupa  | -            |              |
| 20.          | 1936. március 15.    | Budapest, Hungária körúti pálya | Magyarország  | 3 – 2        | Németország   | barátságos   | 1            | 63'          |
| 21.          | 1936. április 5.     | Bécs, Hohe Warte                | Ausztria      | 3 – 5        | Magyarország  | barátságos   | 2            | 17' 24'      |
| 22.          | 1936. május 3.       | Budapest, Hungária körúti pálya | Magyarország  | 3 – 3        | Írország      | barátságos   | -            |              |
| 23.          | 1936. május 31.      | Budapest, Hungária körúti pálya | Magyarország  | 1 – 2        | Olaszország   | barátságos   | -            |              |
| 24.          | 1936. szeptember 27. | Budapest, Üllői úti pálya       | Magyarország  | 5 – 3        | Ausztria      | Európa-kupa  | 1            | 41'          |
| 25.          | 1936. október 4.     | Bukarest                        | Románia       | 1 – 2        | Magyarország  | barátságos   | -            |              |
| 26.          | 1936. október 18.    | Prága, Sparta-pálya             | Csehszlovákia | 5 – 2        | Magyarország  | Európa-kupa  | -            |              |
| 27.          | 1936. december 2.    | London                          | Anglia        | 6 – 2        | Magyarország  | barátságos   | 1            | 26'          |
| 28.          | 1936. december 6.    | Dublin                          | Írország      | 2 – 3        | Magyarország  | barátságos   | 1            | 38'          |
| 29.          | 1937. május 9.       | Budapest, Hungária körúti pálya | Magyarország  | 1 – 1        | Jugoszlávia   | barátságos   | 1            | 60'          |
| 30.          | 1937. május 23.      | Budapest, Üllői úti pálya       | Magyarország  | 2 – 2        | Ausztria      | barátságos   | 1            | 83'          |
| 31.          | 1937. szeptember 19. | Budapest, Hungária körúti pálya | Magyarország  | 8 – 3        | Csehszlovákia | barátságos   | -            |              |
| 32.          | 1937. október 10.    | Bécs, Práter-stadion            | Ausztria      | 1 – 2        | Magyarország  | Európa-kupa  | 1            | 85'          |
| 33.          | 1938. december 7.    | Glasgow, Ibrox Park             | Skócia        | 3 – 1        | Magyarország  | barátságos   | -            |              |
| 34.          | 1939. február 26.    | Rotterdam, Feijenoord Stadion   | Hollandia     | 3 – 2        | Magyarország  | barátságos   | -            |              |
|              | Összesen             |                                 |               | 34           | mérkőzés      |              | 15           | gól          |